# Wells (Somerset)
Wells é uma cidade catedral e paróquia civil no distrito de Mendip de Somerset, na Inglaterra, no extremo sul das Mendip Hills. Embora a população registrada no censo de 2001 fosse de apenas 10.536, tem o estatuto de cidade desde 1205, por causa da presença da Catedral de Wells. O censo de 2011 registrou uma população de 11.343 (5.259 homens e 6.084 mulheres). É a segunda menor cidade inglesa em termos de área e população após a cidade de Londres, embora, ao contrário deste último, Wells não é parte de uma conurbação metropolitana maior. Consequentemente, é muitas vezes descrita como sendo a menor cidade da Inglaterra.
O nome Wells vem de três poços (wells water, em inglês) dedicados a Santo André. Um poço é no mercado e dois estão dentro do recinto do Palácio do Bispo e da Catedral. Houve um pequeno assentamento romano em torno dos poços, mas a sua importância cresceu sob os saxões, quando o rei Ine de Wessex fundou uma igreja catedral em 704, em torno do qual o assentamento cresceu. Wells tornou-se um centro de comércio e envolvidos no mercado de tecidos antes de seu envolvimento na Guerra Civil Inglesa e Rebelião Monmouth durante o século XVII. No século XIX, a infra-estrutura de transporte melhorou com estações em três linhas ferroviárias diferentes.
A catedral e o histórico arquitetônico e religioso associados fizeram de Wells um destino turístico, que fornece a maior parte do emprego. A cidade tem uma variedade de atividades desportivas e culturais e abriga várias escolas, incluindo a The Blue School, uma escola mista estatal abrangente fundada originalmente em 1641 (e se tornou conhecido como a The Blue School, de 1654) e o independente Wells Cathedral School, que foi fundada em 909 e é uma das cinco escolas musicais estabelecidas para crianças em idade escolar na Grã-Bretanha. A arquitetura histórica da cidade também tem sido usado como um local para vários filmes e programas de televisão.